# Ивушка
Ивушка — река в России, протекает в Любимском районе Ярославской области; приток реки Еломза.
Сельские населённые пункты у реки: Кириллово, Кастихино, Макарово, Фролово.